# Tem Hansen
Tem Willemoes Thordan Hansen (født 18. januar 1984 på Færøerne) er en dansk og færøsk professionel fodboldspiller, hvor hans primære position er på den centrale midtbane. 

## Spillerkarriere
Han har en ungdomsfortid i Køge Boldklub, før han som ynglingespiller skiftede til 1. divisionsklubben B.93 og fik sin seniordebut i divisionerne den 22. september 2002 ude mod Herfølge Boldklub. Han vendte imidlertid tilbage til Køge Boldklub i efteråret 2003, men opnåede ikke en kontrakt efter sin prøvetræning. I 2004 spillede han for Brøndby IFs U-trup (2. holdet) i Danmarksserien, før han skrev kontrakt med 1. divisionsklubben Boldklubben Fremad Amager den 12. januar 2005. Han trænede her på deltid og debuterede for Fremad Amager den 24. marts 2005 mod B.93, hvor det blev til 71 kampe og 4 mål for amagerkanerne.
Han har tidligere spillet to U-19 landskampe (som repræsentant for B.93 i 2001 og 2003) som indskiftningsspiller for det danske Y-landshold uden dog at score. I slutningen af februar 2007 valgte han at tage imod en invitation fra det færøske fodboldforbund og forsøge sig som færøsk A-landsholdsspiller, hvilket han har mulighed for med en færøsk far til trods for at han er opvokset i Danmark. Han fik sin debut for det færøske fodboldlandshold, da han blev skiftet ind i starten af anden halvleg mod finske FC TPS Turku i den første af i alt tre træningskampe under en træningslejr i spanske La Manga Club. Træningskampene var dog uofficielle og regnes ikke med i det samlede antal landskampe. Han fik sin officielle debut på det færøske A-landshold den 24. marts 2007 på hjemmebane i EM-kvalifikationskampen mod Ukraine, hvor han nåede at spille 16 minutter efter at være blevet skiftet ind i 2. halvleg i stedet for landsholdskollegaen Súni Olsen. Ukraine vandt kampen med cifrene 0-2 efter 0-1 i første halvleg.